# Priscil·lià (governador)
Priscil·lià (en llatí Lucius Priscillianus) va adquirir fama com un dels informadors de l'emperador Caracal·la que el va nomenar prefecte d'Acaia.
Era també famós com a gladiador i lluitador contra bèsties salvatges. En algun moment del regnat de Macrí va ser desterrat a una illa a petició del senat romà, ja que havia perseguit a alguns dels membres d'aquest cos.